# Каратаг (гора)
Карата́г (от хак. кара — черный, тағ — гора), Солбон — небольшая гора, расположенная в Орджоникидзевском районе Республики Хакасии. Высота на уровнем моря — 651 м. Каратаг, наряду с Сундуками является одним из наиболее посещаемых мест туристами. На юго-восточном склоне горы находится знаменитый петроглиф «Белая лошадь». Между Сундуками и Каратагом были обнаружены остатки древних могильников.